# Паппас, Майк
Майкл Джеймс «Майк» Па́ппас (англ. Michael James «Mike» Pappas; род. 29 декабря 1960, Нью-Брансуик, Нью-Джерси, США) — американский политик-республиканец, управляющий боро Хай-Бридж (с 2016 года), а ранее член Палаты представителей США от 12-го избирательного округа штата Нью-Джерси (1997—1999) и мэр тауншипа Франклин (1983—1984).

## Биография
Родился 29 декабря 1960 года в Нью-Брансуике (Нью-Джерси, США) в греческой семье.
Окончил подготовительную школу Альмы в Сарепте, а также Университет Сетон Холл.

### Карьера

#### 1980-е годы
В 1982—1987 годах — член совета тауншипа Франклин (Сомерсет).
В 1983—1984 годах — мэр тауншипа Франклин.
В 1984—1986 годах — директор и заместитель директора Совета избранных фригольдеров округа Сомерсет, а также председатель управления социального обслуживания.

#### Палата представителей США

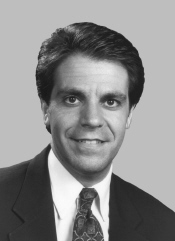
Майк Паппас в конце 1990-х годов

В 1997—1999 годах — член Палаты представителей США от 12-го избирательного округа штата Нью-Джерси.
В отличие от большинства республиканцев штата Нью-Джерси, был крайне убеждённым консерватором. В частности Паппас настаивал на укреплении национальной обороны, ликвидации налога на прирост капитала, выступал в защиту малого бизнеса, добивался присвоения линкору USS New Jersey (BB-62) статуса корабля-музея, был противником права на аборт и сторонником отмены федерального закона о запрете штурмового оружия.
В 1998—1999 годах решительно поддерживал импичмент президента США Билла Клинтона. 21 июля 1998 года, в разгар разбирательств, Паппас исполнил в Палате представителей песню «Сияй, сияй, Кеннет Стар» (англ. Twinkle, Twinkle, Kenneth Starr), чем заслужил себе дурную славу. Взяв за основу знаменитую английскую колыбельную песню «Twinkle, Twinkle, Little Star», он таким образом выразил похвалу независимому прокурору Кеннету Стару. Этот случай, с одной стороны, отвлёк внимание СМИ от самого скандала вокруг Клинтона, а с другой стоил конгрессмену места в Палате представителей, которое он уступил в ноябрьских выборах воспользовавшемуся этим случаем демократу Рашу Холту-младшему, ранее неудачно составлявшему конкуренцию Паппасу. Последний стал одним из шести человек, потерявших свои места в этих выборах.

#### 2000-е годы
В 2000 году безуспешно выдвигал свою кандидатуру в Палату представителей.
В 2001—2009 годах, в период президентства Джорджа Буша-младшего, служил региональным администратором (2001—2003) и заместителем администратора по полевым операциям (2001—2009) в Управлении по делам малого бизнеса США.
С июня 2016 года — управляющий боро Хай-Бридж.
Проживает в Бранчбурге.